# Latrodectus diaguita
Latrodectus diaguita är en spindelart som beskrevs av Carcavallo 1960. Latrodectus diaguita ingår i släktet änkespindlar, och familjen klotspindlar. Inga underarter finns listade i Catalogue of Life.